# عروس لامرمور
عروس لامرمور (انگلیسی: The Bride of Lammermoor) یک رمان تاریخی از نویسندهٔ مشهور اسکاتلندی، سر والتر اسکات است که در سال ۱۸۱۹ منتشر گردید. وقایع این داستان در منطقهٔ لامرمور در جنوب شرقی اسکاتلند اتفاق می‌افتد. این کتاب تراژدی عاشقانهٔ دلدادگی میان دختر جوانی به نام لوسی اشتون و دشمن خانوادگی آنها یعنی جوانی به نام ادگار راونزوود را روایت می‌کند.

## نگارخانه

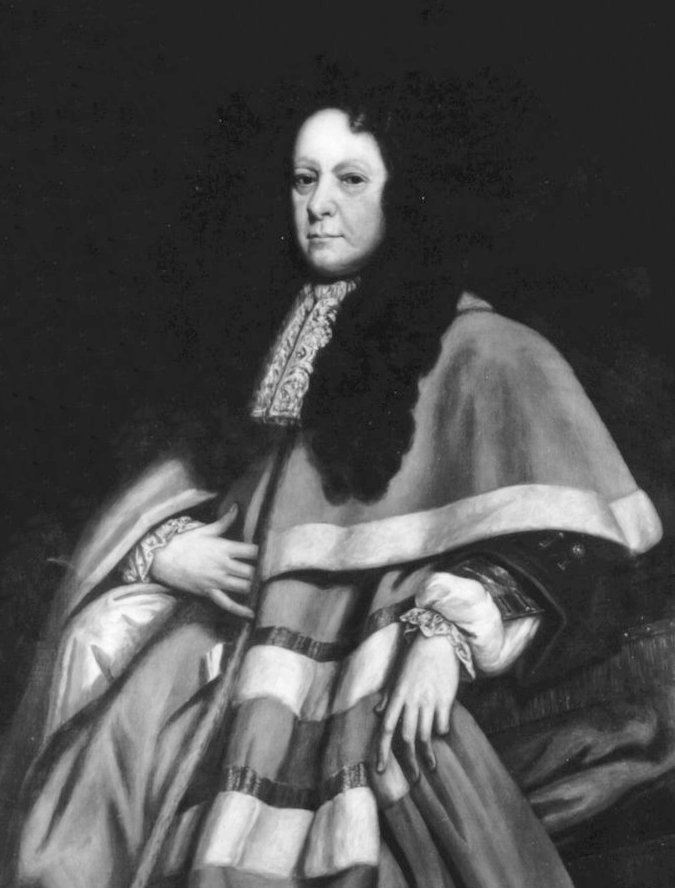
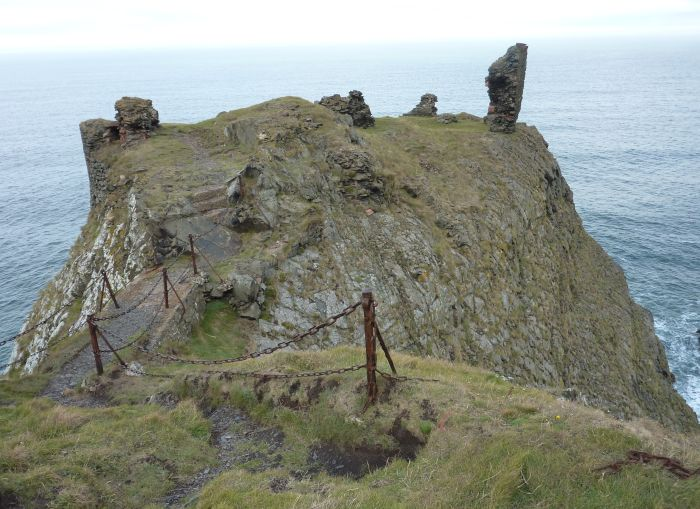